# Zielinski híd
A Zielinski híd (korábban Millenniumi híd) a Városligetben található fémszerkezetű híd, ami a Kós Károly sétányt köti össze a Hősök terével a Városligeti-tó fölött.
A híd az 1896-os millenniumi ünnepségekre épült. A tervezésre a pályázatot Dániel Ernő kereskedelemügyi miniszter írta ki, amely egy 82 méter hosszú, 10 + 2×3 méter széles útpályájú, 450 kg/m² teherbírású hídról szólt. A kivitelezés költségét 150 000 forintban határozta meg. A győztes tervezőt pénzzel nem díjazták, de az építés lebonyolítását megkapta. Pályaművet a Neuschloss és Marczel, Cathry Szaléz Ferenc és fia, Feketeházy János, Zielinski Szilárd (vasszerkezetű híd) valamint Zielinski-Korb Flóris-Giergl Kálmán (kőhíd) nyújtott be. A bírálók Zielinski vasszerkezetű hídját választották ki megvalósításra.
A híd alépítményei Zielinski irányításával épültek meg. Az alapok betonból vannak. A pilléreket faragott mészkővel burkolták. A vasszerkezetet a Ganz Danubius gyár készítette el és állította össze. A kocsiút vörösfenyő kocka, a járdák aszfalt borítást kaptak. A korlátokat és a világítótesteket az eredetileg tervezettnél díszesebbre készítették, ezért a híd költsége 169 000 Ft lett. 
A híd az 1920-as évek végére felújításra szorult. A terveket Mihailich Győző készítette el. Ezek alapján 1929-ben az utat és a járdát elbontották és a megerősített hídszerkezetre aszfalt burkolatú vasbeton pályát építettek.
A híd a második világháború során nem sérült meg. A tönkrement kandelábereket a felrobbantott Lánchíd lámpáival pótolták. A következő évtizedekben csak karbantartó munkákat végeztek (festés: 1952, 1969; a korlátok javítása: 1976).
1981-re a korrózió és a megnövekedett forgalom miatt a híd felújítása ismét szükségessé vált. Ennek során a fémszerkezetet megerősítették, az utat szigetelték. A munkákat a Hídépítő Vállalat, a Közúti Gépellátó vállalat és az Országos Szakipari Vállalat végezte el.
A hidat 1994-ben, Zielinski Szilárd halálának 70. évfordulóján hivatalosan Zielinski hídnak nevezték el.
2005 augusztusában kezdődött az újabb, 3,5 hónapos felújítás, amely során kicserélték a szigetelést és a dilatációkat, kijavították a pilléreket és a mellvédeket. A műemlék hídon és a Kós Károly sétányon a teherforgalomra vonatkozólag 3,5 tonna súlykorlátozás van érvényben.